# نیکولای کولسنیکوف
نیکولای کولسنیکوف (انگلیسی: Nikolay Kolesnikov؛ زادهٔ ۱۵ مارس ۱۹۵۲) وزنه‌بردار اهل اتحاد جماهیر شوروی سوسیالیستی است.